# Aïssatou Diop
Aïssatou Diop (2 januari 1980) is een Belgisch actrice die rollen opneemt in zowel Franstalige als Nederlandstalige televisieseries. In Vlaanderen verwierf ze bekendheid als Charité in de soapserie Thuis.

## Carrière
Ze begon haar carrière in het theater met rollen die dans met komedie vermengden. Daarna maakte ze de overstap naar televisie met onder andere de Franse televisieserie Reporters. Later volgden meerdere Franstalige en Nederlandstalige series waaronder De Smaak van De Keyser, Les hommes de l'ombre, Thuis en Transferts.
Ze speelde ook gastrollen in onder meer de series Witse (als Khady) en De Ridder (als Josephine Muriel N'Fidoussa).

## Personalia
Diop is moeder van twee kinderen.

## Televisieseries
- 2007-2009: Reporters als Elsa Cayatte
- 2008: De Smaak van De Keyser als Nadine Lecron
- 2012: Les hommes de l'ombre als Lily
- 2015-2018: Thuis als Charité Doumbia
- 2017: Transferts als Viviane Metzger

## Langspeelfilms
- 2007: Odette Toulemonde van Éric-Emmanuel Schmitt als Florence
- 2013: Le Coeur des hommes 3 van Marc Esposito als Farah
- 2015: Le Tout Nouveau Testament van Jaco Van Dormael als verpleegster
- 2015: La Volante van Christophe Ali en Nicolas Bonilauri als Iman